# René Legaux

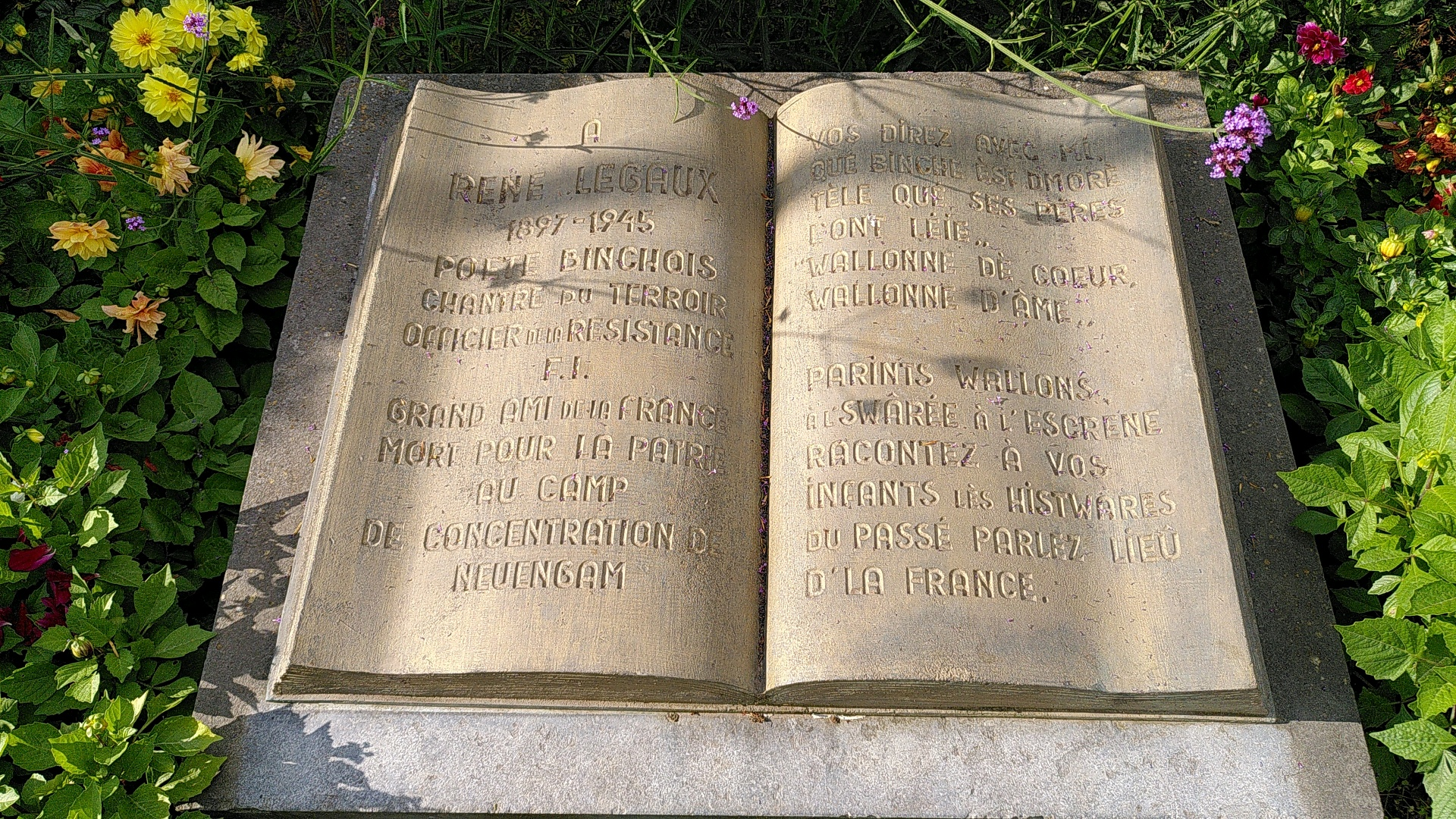
Monument à René Legaux dans le parc communal du Palais de Binche.

René Legaux né à Binche le 28 septembre 1897 mort  à Neuengamme le 30 janvier 1945 est un militant wallon et résistant belge.
Installé à Bruxelles en 1921, il fonde, en décembre 1927, l'Avant-Garde wallonne. Responsable du Front de l'indépendance et membre de l'Armée secrète, il est arrêté le 5 juillet 1944, à Saintes. Le 7 juillet, il est condamné à mort par fusillade. Torturé à Breendonk, il refuse de dire qu'il connaît la personne qui l'accompagne. Il est emmené à Vught, puis à Neuengamme dont il ne revint pas.